# Mallerenga ventre-rogenca
La mallerenga ventre-rogenca o mallerenga de ventre rogenc (Melaniparus rufiventris) és una espècie d'ocell passeriforme que pertany a la família Pàrids pròpia del con sud d'Àfrica. Anteriorment era una de les moltes espècies inclosa en el gènere Parus, però es va traslladar a Melaniparus després que una anàlisi filogenètica molecular publicada el 2013 demostrés que els membres del nou gènere formaven un clade diferent.

## Descripció
La mallerenga ventre-rogenca fa uns 15 cm de llarg. El cap i cua són negres, també ho són les ales encara que amb plomes de vores blanques. La resta de parts superiors i el pit són de color gris fosc. I les parts inferiors són de color canyella vermellós. Els adults tenen els ulls grocs, mentre que els joves els tenen castanys i el color del plomatge és més apagat.

## Distribució i hàbitat
Es troba en una àmplia franja entre Àfrica central i Àfrica austral, distribuït pel sud de la República Democràtica del Congo i la República del Congo, i el nord de Namíbia i Moçambic, i Tanzània.
L'hàbitat natural són els boscos de miombo.